# Odynerus insanus
Odynerus insanus är en stekelart som beskrevs av Giordani Soika. Odynerus insanus ingår i släktet lergetingar, och familjen Eumenidae. Inga underarter finns listade i Catalogue of Life.